# Räppe GoIF
Räppe GoIF är en fotbollsklubb i Växjö som bildades år 1930. Herrlaget spelar år 2025 i Division 2 Södra Götaland. Hemmamatcherna spelas på nybyggda (2022) Räppevallen.

## Spelare (2025)

#### Målvakter
Victor Stulic   77

#### Anfallare
Gustav Fälth    9
Almir Jasarevic    11
Pelle Newman    99
Bashir Bashiir    7

#### Mittfältare
Liam Göransson    22
Philipp Berndt    6
Oliver Gustafson    8
Albin Nyberg    10
Gustav Johansson    15
Robin Åkerblad    18
Oskar Bolin    17
Luka Zindovic    14
Albin Önneflod    5

#### Back
Martin Gustafson    2
Emil Karlsson    4
Theo Stark    12
Theodor Ingemarsson    3
Albert Vésteinsson Östenberg    20
Anton Andersson    25